# Beobachtungsturm Kaltbrunner Ried (gross)
Der Beobachtungsturm Kaltbrunner Ried (gross) ist ein Aussichtsturm in der Gemeinde Kaltbrunn im Kanton St. Gallen.

## Situation
Der Beobachtungsturm aus Holz ist 10 Meter hoch. 50 Treppenstufen führen zur Aussichtsplattform.
In ca. 10 Minuten führt ein Wanderweg von Dattikon zum Aussichtsturm.
Vom Turm aus bietet sich eine Rundumsicht auf das Kaltbrunner Riet, die Glarner Alpen und die Berggipfel des Toggenburgs. 

## Galerie

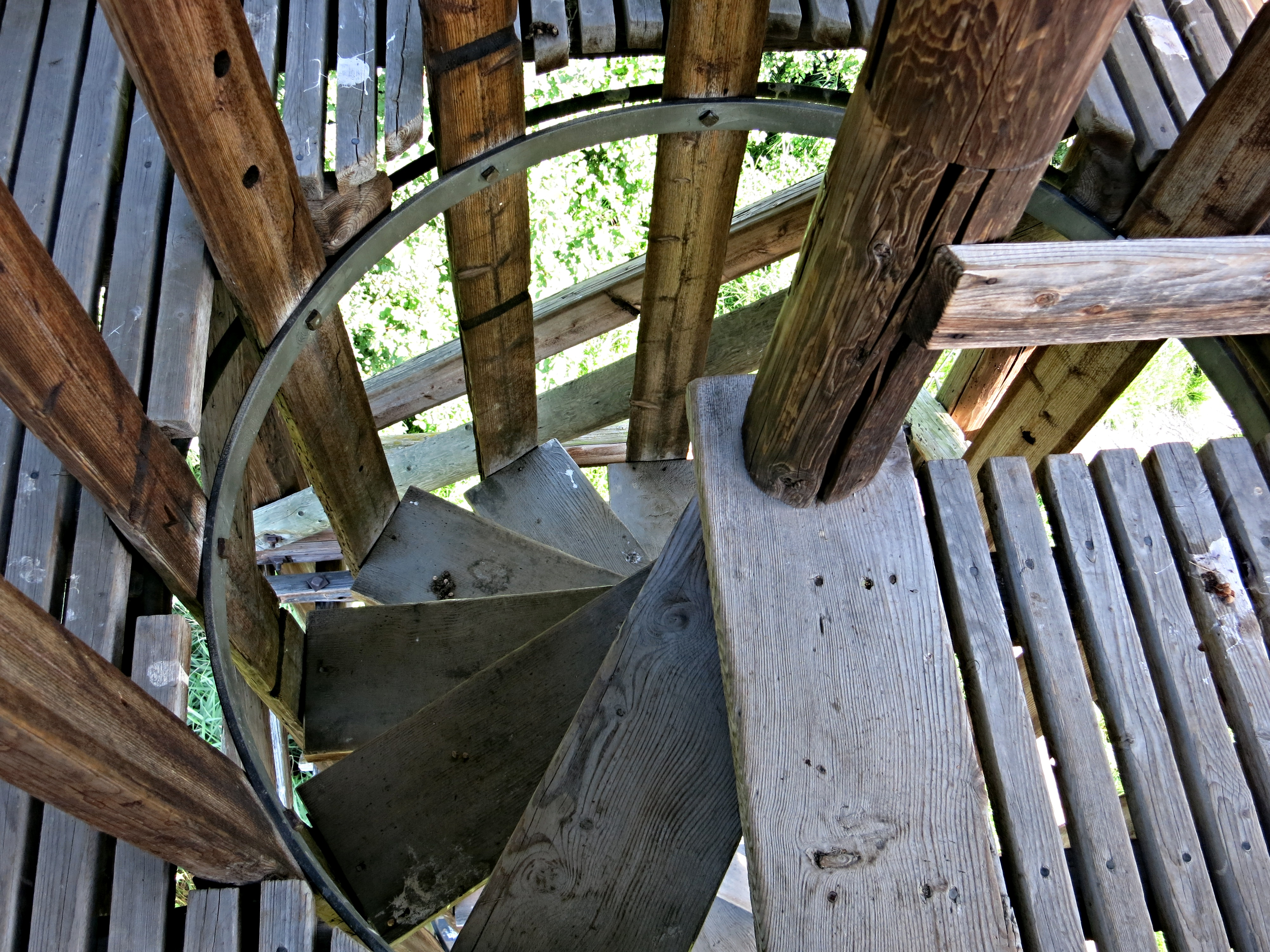
Treppen
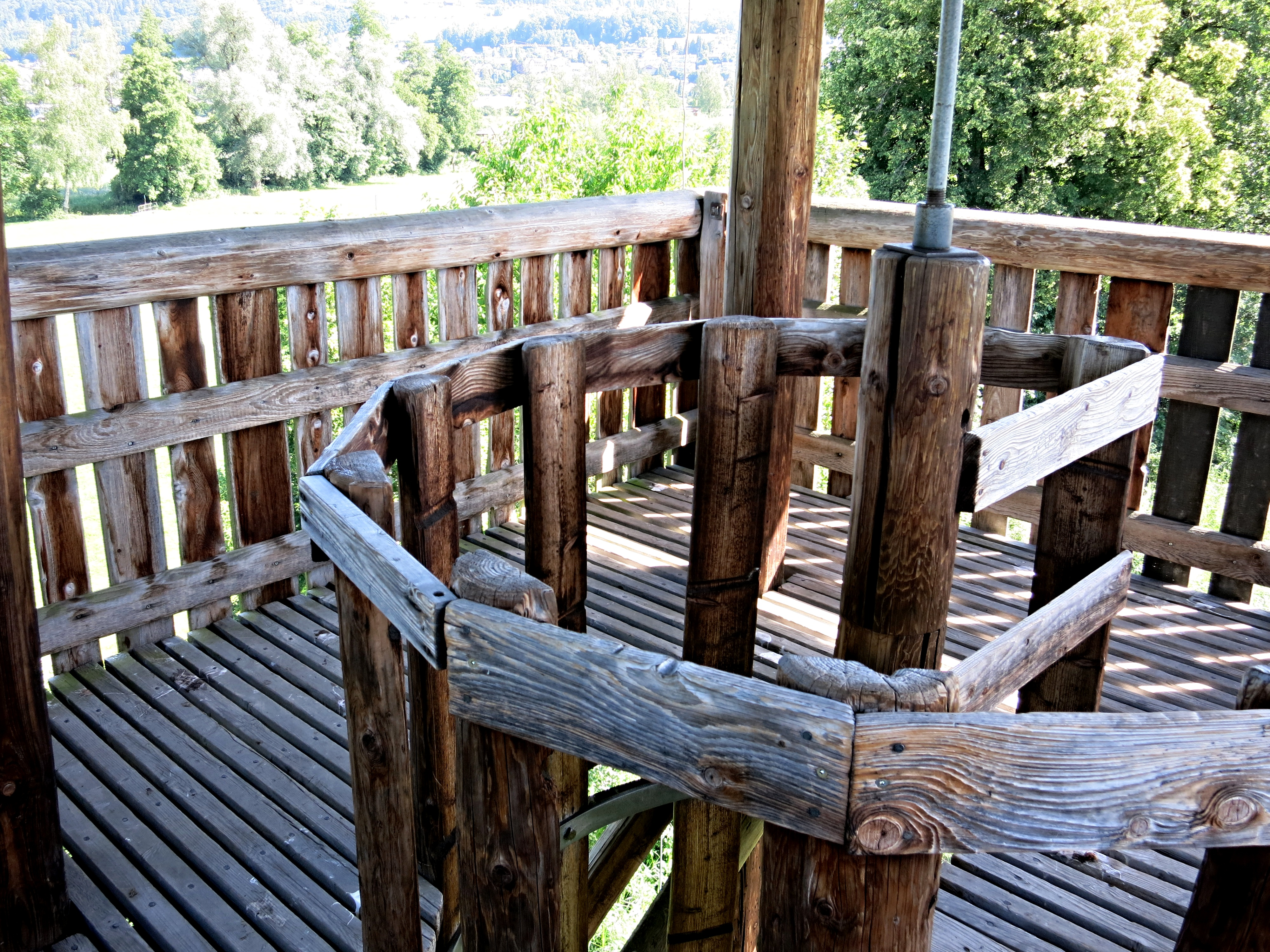
Aussichtsplattform